# Kempynus longipennis
Kempynus longipennis is een insect uit de familie watergaasvliegen (Osmylidae), die tot de orde netvleugeligen (Neuroptera) behoort. 
Kempynus longipennis is voor het eerst wetenschappelijk beschreven door Walker in 1853. De soort komt voor in Tasmanië.